# Gore (Oklahoma)
Gore es un pueblo ubicado en el condado de Sequoyah en el estado estadounidense de Oklahoma. En el año 2010 tenía una población de 977 habitantes y una densidad poblacional de 165,59 personas por km².

## Geografía
Gore se encuentra ubicado en las coordenadas 35°31′58″N 95°06′54″O / 35.532851, -95.115032.

## Demografía
Según la Oficina del Censo en 2000 los ingresos medios por hogar en la localidad eran de $27,266 y los ingresos medios por familia eran $37,000. Los hombres tenían unos ingresos medios de $28,125 frente a los $27,188 para las mujeres. La renta per cápita para la localidad era de $16,059. Alrededor del 16.6% de la población estaban por debajo del umbral de pobreza.